# 루나 배들러
루나 베들러(Luna Wedler, 1999년 10월 26일 ~ )는 스위스의 배우이다. 2018 스위스 영화상 여우주연상 수상자, 2018 베를린 국제 영화제 슈팅스타상 공동수상자이다.